# ベビー・シッターズ・クラブ
『ベビー・シッターズ・クラブ』（The Baby-Sitters Club）は、1995年のアメリカ合衆国のファミリーコメディ映画。ニューヨーク州ストーニーブルックに住む少女たちのひと夏を描いたアン・M・マーティン作の小説『The Baby-sitters Club』が原作である。

## キャスト
| 役名                     | 俳優                         | 日本語吹替 |
| ------------------------ | ---------------------------- | ---------- |
| クリスティ・トーマス     | シュイラー・フィスク         | 横山智佐   |
| ステイシー・マッギル     | ブレ・ブレア                 | 岡本麻弥   |
| メアリー・アン・スピアー | レイチェル・リー・クック     | 矢島晶子   |
| ドーン・シェファー       | ラリサ・オレイニク           | 久川綾     |
| クローディア・キシ       | トリシア・ジョー             | 折笠愛     |
| マロリー・パイク         | ステイシー・リン・ラムサワー | 小桜エツ子 |
| ジェシー・ラムジー       | ゼルダ・ハリス               | 高乃麗     |
| ロージー・ワイルダー     | ヴァネッサ・ジーマ           |            |
| ワトソン・ブルワー       | ブルース・デイヴィソン       |            |
| エミリー・ヘイバーマン   | エレン・バースティン         | 竹口安芸子 |
| パトリック・トーマス     | ピーター・ホートン           | 江原正士   |

## スタッフ
- 監督：メラニー・メイロン（英語版）
- 脚本：ダレーン・ヤング
- 原作：アン・M・マーティン（英語版） 『The Baby-sitters Club』
- 製作：ピーター・O・アーモンド、ジェーン・スターツ
- 製作総指揮：マーク・エイブラハム、トーマス・ブリス（英語版）、アーミアン・バーンスタイン、デボラ・フォーテ、マーティン・ケルツ
- 撮影監督：ウィリー・クラン（英語版）
- プロダクションデザイナー：ラリー・ファルトン
- 編集：クリストファー・グリーンベリー（英語版）
- 衣裳デザイン：スージー・デサント
- 音楽：デヴィッド・マイケル・フランク（英語版）
- 吹替翻訳：桜井裕子
- 吹替演出：木村絵理子
- 吹替調整：荒井孝
- 吹替プロデューサー：吉岡美惠子
- 吹替製作：東北新社

## サウンドトラック
| 専門評論家によるレビュー | 専門評論家によるレビュー |
| レビュー・スコア         | レビュー・スコア         |
| 出典                     | 評価                     |
| ------------------------ | ------------------------ |
| オールミュージック       | [ 2 ]                    |

### トラックリスト
オールミュージックより引用
| #   | タイトル                     | 作詞 | 作曲・編曲 | アーティスト             | 時間 |
| --- | ---------------------------- | ---- | ---------- | ------------------------ | ---- |
| 1.  | 「Summertime」               |      |            | Moonpools & Caterpillars | 2:50 |
| 2.  | 「Say It」                   |      |            | Clouds                   | 2:11 |
| 3.  | 「Hannah, I Locked You Out」 |      |            | The Caulfields           | 3:13 |
| 4.  | 「Let Me Know」              |      |            | Xscape                   | 3:42 |
| 5.  | 「Hold On」                  |      |            | Sun 60                   | 4:40 |
| 6.  | 「Everything Changes」       |      |            | Matthew Sweet            | 3:50 |
| 7.  | 「Don't Leave」              |      |            | Ben Lee                  | 1:59 |
| 8.  | 「Step Back」                |      |            | Letters to Cleo          | 2:34 |
| 9.  | 「Daddy's Girl」             |      |            | Lisa Harlow Stark        | 3:54 |
| 10. | 「Girl-Girlfriend」          |      |            | BSC                      | 3:56 |